# Gleitschirm

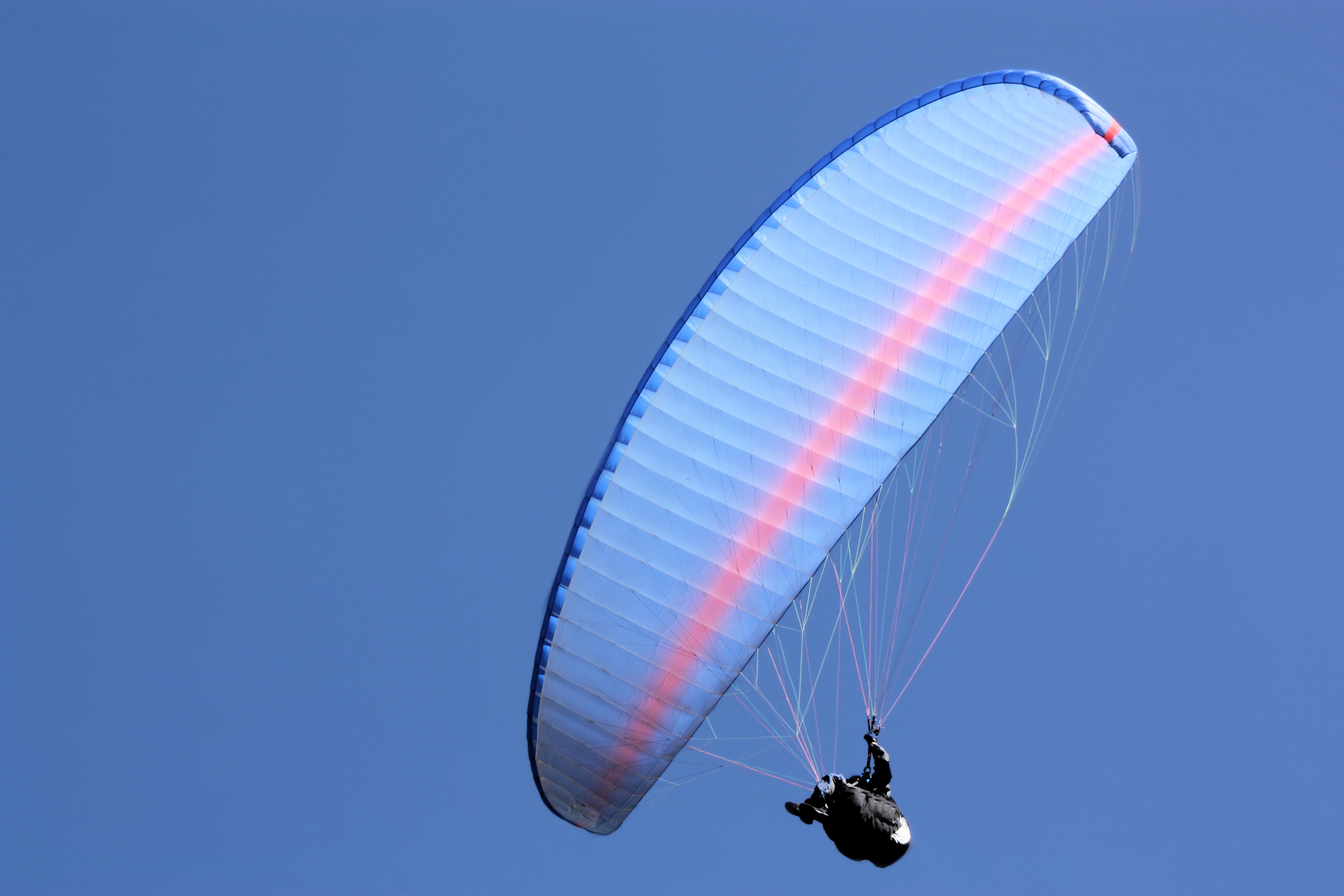
Ein Gleitschirm im Flug

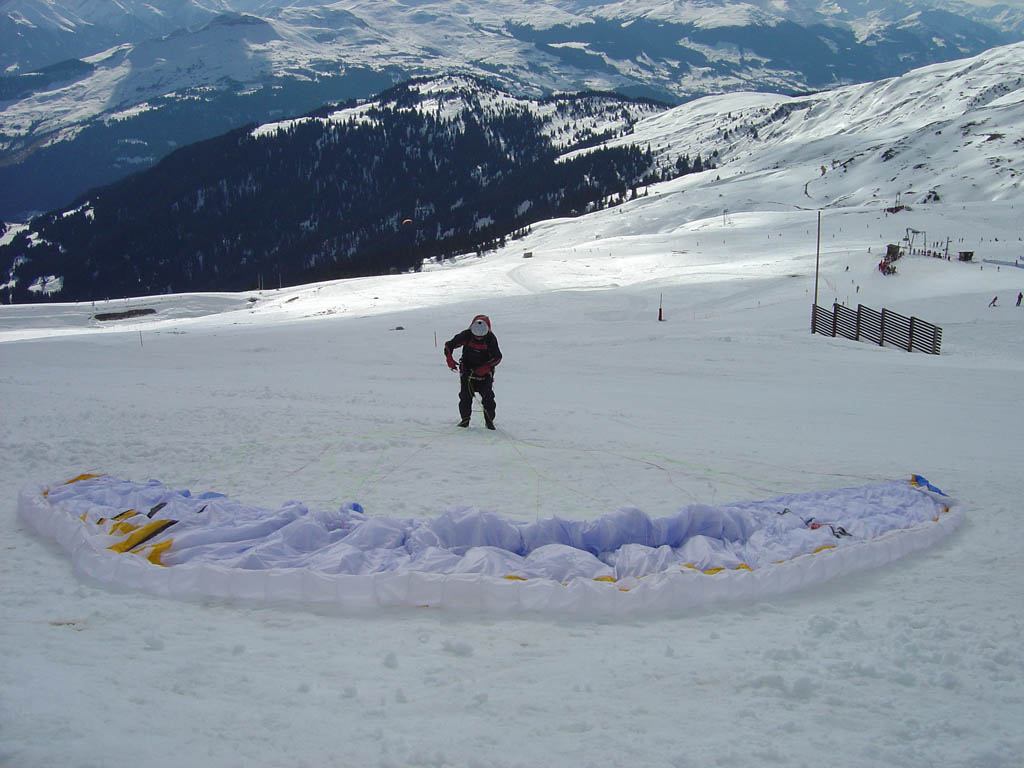
Gleitschirm am Boden, vor dem Start

Der Gleitschirm (auch Paragleiter, abgeleitet von englisch Paraglider) ist ein Luftsportgerät zum Gleitschirmfliegen. Er ist ein fußstartfähiges Fluggerät und zählt zu den Gleitsegeln.

## Rechtliche Einordnung
Gleitschirme zählen in Deutschland laut Luftverkehrsgesetz zur Luftfahrzeugklasse Luftsportgeräte; zu dieser zählen Gleitsegel, Ultraleichtflugzeuge, Hängegleiter, Sprungfallschirme und Gleitflugzeuge. Gleitsegel mit Motor sind ebenfalls Luftsportgeräte; sie fallen unter die Bestimmungen der Ultraleichtflugzeuge.
In Österreich gelten Gleitschirme als Luftfahrzeuge schwerer als Luft ohne eigenen Antrieb.
In der Schweiz zählen Gleitschirme zu den Hängegleitern.

## Geschichte

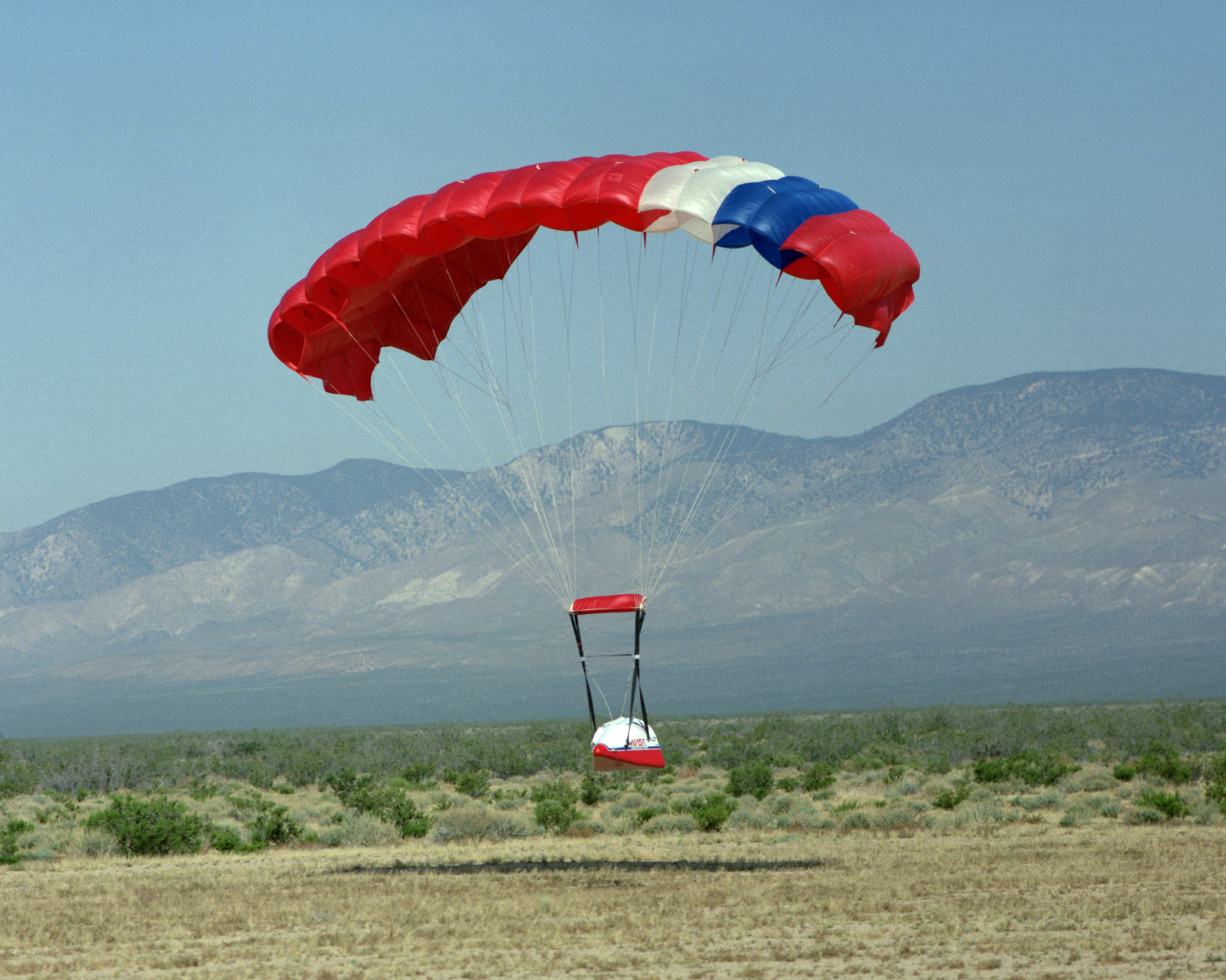
Studie der NASA, 1992

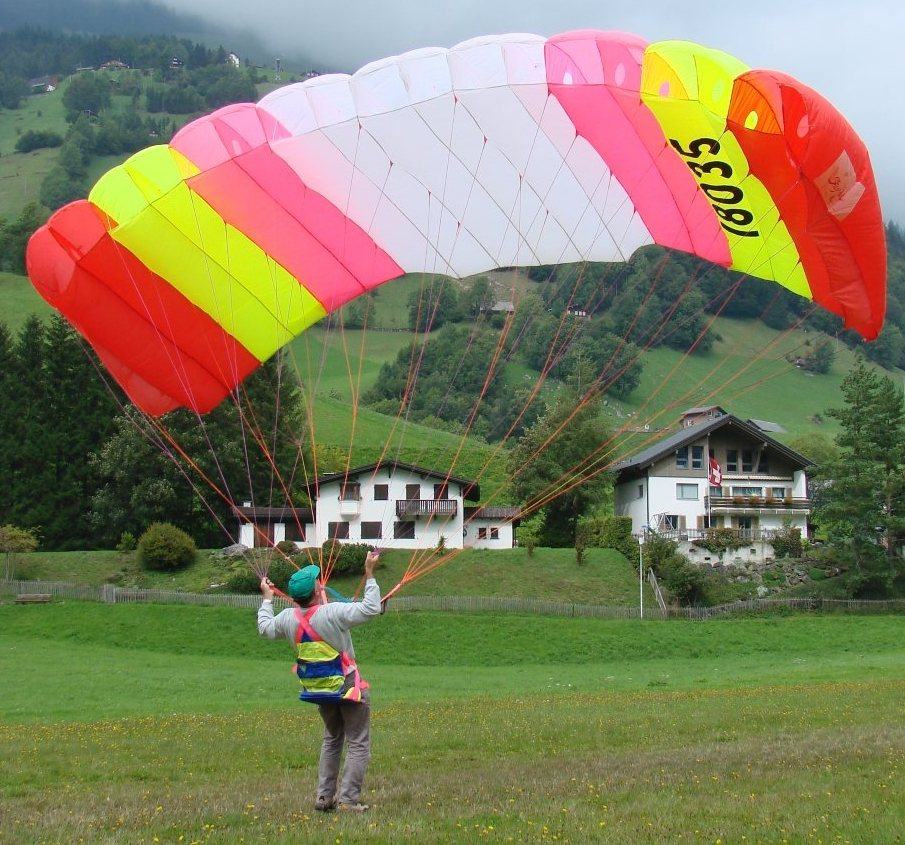
Ein Gleitschirm von 1988. Schirm und Gurtzeug unterscheiden sich deutlich von heutigen Ausrüstungen.

Erste Ideen zu einem Fluggerät, das komplett aus Textilien besteht, wurden bereits 1948 vom späteren NASA-Ingenieur Francis Rogallo in einem Patent skizziert. Dieses beschreibt „nach vorne offene Stoffröhren, parallel nebeneinander angeordnet und durch den Fahrtwind aufgeblasen, eine Tragfläche bildend“. Konkrete Umsetzungen dieser Idee durch Rogallo sind nicht bekannt. Erst in den Jahren 1991 bis 1996 wurde im Projekt Spacewedge der Einsatz von Gleitschirmen zur gesteuerten Landung der Rückkehrkapseln von Raumfahrzeugen experimentell untersucht.
Als erster echter Gleitschirm gilt der einflächige Sailwing von David Barish von 1965.
Heutige Gleitschirme basieren aufgrund der Geschichte des Gleitsegelfliegens und der dabei eingesetzten Schirmarten meist auf dem zweiflächigen Parafoil-Fallschirmkonzept von Domina Jalbert, ebenso wie die heute im Fallschirmsport üblichen Fallschirme. Allerdings kommen erneut auch Gleitschirme zum Einsatz, die auf dem Einsegel-Konzept von David Barish basieren. Gleitschirme und Fallschirme haben sich seit langem aufgrund aerodynamischer und technischer Anpassungen an die speziellen Anforderungen der jeweiligen Sportart weit auseinanderentwickelt; Fallschirme sind für Bergstarts ungeeignet und Gleitschirme sind für Fallschirmabsprünge ungeeignet.
Beim Speed Flying benutzt der Pilot einen deutlich kleineren Gleitschirm als üblich. Die höhere Flächenbelastung bewirkt eine höhere Geschwindigkeit und ein agileres Schirmverhalten beim Kurvenflug. Nachteile sind eine kleinere Gleitzahl, eine höhere Mindestgeschwindigkeit (auch nachteilig bei der Landung), eine größere Sinkrate und eine nur für sehr geübte Piloten geeignete Agilität.

## Aufbau

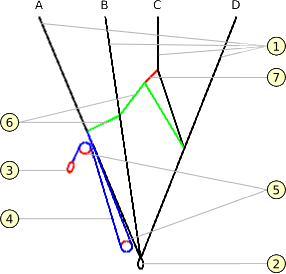
Einzelteile des Beschleunigers:
1 Tragegurten, 2 Verbindung zum Gurtzeug, 3 Verbindung zum Beschleuniger, 4 Flaschenzugsystem, 5 Umlenkrollen, 6 und 7 Zugbänder

Wirkungsweise des Beschleunigers

Ein Gleitschirm besteht aus einer Schirmkappe, Leinen und Tragegurten. Der Pilot benötigt ein Gurtzeug, in dem er während des Fluges sitzt. Das Gurtzeug wird mit je einem Karabiner an den beiden Tragegurten des Gleitschirms eingehängt.

Schematischer Aufbau eines Gleitschirms:
1 Obersegel, 2 Untersegel, 3 Profilrippen geben dem Schirm das gewünschte Profil, 4 Zugbänder leiten die Kräfte vom Obersegel innerhalb der Gleitschirmkappe an die Aufhängungspunkte der Leinen, 5 Galerieleinen, 6 Fangleinen, 7 Stammleinen, 8 Tragegurte

### Schirmkappe
Die Kappe, auch Kalotte genannt, ist eine näherungsweise elliptische Tragfläche aus Nylon-Stoff, der durch die sogenannte Ripstop-Technik besonders reißfest gewebt ist. Um die Luftdurchlässigkeit zu verringern, ist das Gewebe beschichtet. Die Beschichtung schützt zudem das Material gegen mechanische Beanspruchung und die durch UV-Licht verursachte Alterung.
Die Kappe besteht meist aus einem Ober- und einem Untersegel und ist in zahlreiche Kammern in Längsrichtung unterteilt. Die hintere Seite einer solchen Kammerzelle ist zugenäht; an der Vorderseite befindet sich die Eintrittskante, durch die jede Kammer beim Aufziehen des Gleitschirms mit Luft gefüllt wird. Durch den entstehenden Staudruck wird die Kappe versteift, so dass ein Flügelprofil entsteht, an dem eine Luftströmung anliegt und das dynamischen Auftrieb erzeugt. Nebeneinanderliegende Kammerzellen sind durch Öffnungen („Cross-Ports“) miteinander verbunden und gleichen den Staudruck innerhalb der gesamten Kappe aus. Je breiter die Kappe bei abnehmender Tiefe wird (zunehmende Streckung), desto anspruchsvoller ist sie zu fliegen. Eine hohe Streckung bringt eine erhöhte Leistungsfähigkeit mit sich, was vor allem im Wettkampfsport genutzt wird.
Der erste Gleitschirmflug wurde mit einem Einfachsegler, dem Sailwing, durchgeführt; dieser hatte nur ein Segel und keine Kammern. Schirme mit dieser Bauform kommen heute erneut, als sogenannte Single Skins, zum Einsatz. Ein Vorteil dieser Bauform ist ihr geringes Volumen im gepackten Zustand und dass sich Single Skins leicht aufziehen lassen, selbst an schwierigen Startplätzen. Nachteile sind die schnell abfallende Gleitleistung bei Gegenwind und die oftmals erschwerte Landung.

### Leinen
Die von der Segelunterseite in mehreren Ebenen herablaufenden Galerieleinen werden zu Stammleinen zusammengeführt, die wiederum in Leinenschlösser eingehängt und mit dem jeweiligen linken und rechten Gurtband verbunden sind. Über diese (Tragegurte genannt) wird der Gleitschirm mittels Karabinern mit dem Gurtzeug des Piloten verbunden. Die hinterste Leinenebene ist nicht fest mit den Tragegurten verbunden, sondern wird gesondert auf beiden Seiten zu je einer Bremsleine zusammengeführt, die der Steuerung dient.
Als Leinen-Material wird zumeist Aramid oder Dyneema mit einem Kerndurchmesser von ca. 0,6 bis 2 mm verwendet, seltener kommen auch Leinen aus FKP, wie Vectran zum Einsatz.
Leinen aus diesen Kunstfasern haben trotz geringem Durchmesser eine hohe Reißfestigkeit. Bei den meisten Seriengeräten sind diese Leinenkerne durch eine weitere Textilummantelung vor UV-Licht und mechanischer Beanspruchung geschützt. Bei Wettkampfschirmen wird zugunsten des geringeren Luftwiderstandes häufig auf die Ummantelung verzichtet.

### Gurtzeug
Das Gurtzeug ist ein Sitz, der den Gleitschirm mit dem Piloten verbindet und damit kein eigentlicher Bestandteil des Gleitschirms. Über Karabiner werden die Tragegurte, die die Stammleinen des Gleitschirms bündeln, in das Gurtzeug eingehakt. Der Pilot ist mit Bein- und Brustgurten am Gurtzeug angeschnallt. Mit dem Gurtzeug verbunden bzw. darin integriert sind der Rettungsfallschirm und das Beschleunigersystem. Ebenso sind bei aktuellen Gurtzeugen Protektoren zum Schutz der Wirbelsäule und des Beckens eingearbeitet, die den Piloten im Falle eines Unfalls schützen.

## Steuerung
Gesteuert wird der Gleitschirm durch je eine Bremsleine auf der linken und rechten Seite, deren Galerieleinen (Bremsspinne) die Hinterkante des Gleitschirms herunterziehen und so das Profil ähnlich einer nach unten ausgefahrenen Landeklappe verändern: eine Erhöhung sowohl des Auftriebs als auch des Widerstands ist die Folge. Die beiden Bremsleinen können sowohl gleichsinnig als auch gegensinnig betätigt werden. Wenn z. B. nur rechte Bremse gezogen wird, so wird durch den stärkeren Widerstand auf der rechten Seite eine Rechtskurve eingeleitet. Durch die Fliehkraft der Kurve wird der Pilot nach links gedrückt und die Schirmkappe rollt nach rechts in die Kurve. Der Effekt des rechtsseitigen Bremsen übersteigt also der rechtsseitigen Erhöhung des Auftriebs. Zusätzlich kann der Pilot auch durch seitliche Gewichtsverlagerung im Gurtzeug den Kurvenflug einleiten bzw. unterstützen.
Die Geschwindigkeit des Gleitschirms wird durch gleichsinnige Betätigung der Bremsleinen im Bereich zwischen Trimmgeschwindigkeit und Stall gesteuert. Ergänzt wird dies durch den Beschleuniger: ein mit dem Fuß betätigter Mechanismus zur Verkürzung der vorderen Leinenebenen, der den Anstellwinkel des ganzen Schirms verringert und so eine Erhöhung der Geschwindigkeit über die Trimmgeschwindigkeit hinaus ermöglicht.
Im Gegensatz zu Starrflügel-Flugzeugen können bei Gleitschirmen Drehungen um Längs- und Querachse nur sehr begrenzt gesteuert werden. Sie werden durch den tief hängenden Schwerpunkt im Wesentlichen von Schwerkraft und Fliehkraft vorgegeben. Das vereinfacht einerseits das Steuern in ruhiger Luft. Andererseits neigt ein solches System in Turbulenzen zum gefährlichen Aufschaukeln um Längs- und Querachse, dem der Gleitschirmpilot aktiv entgegensteuern muss, insbesondere weil ein Gleitschirm bei zu geringen Anstellwinkeln zusammenklappt und seinen Auftrieb verliert.

## Technische Daten
Die Kappe von einsitzigen Gleitschirmen hat eine ausgelegte Fläche von ca. 20 bis 35 m² und eine Spannweite von 10 bis 13 m. Tandemschirme für den Flug mit Passagier haben eine Fläche von bis zu 43 m².
Gleitschirmmodelle werden in mehreren Größen für verschiedene Gewichtsbereiche angeboten. Das minimal und maximal zulässige Fluggewicht ist bei zugelassenen Geräten vom Hersteller vorgegeben. Es liegt zwischen 55 kg bei Schirmen mit kleiner Fläche und endet bei einsitzigen Gleitschirmen bei ca. 130 kg, Tandemschirme können bis zu 250 kg in die Luft bringen. Das Fluggewicht berücksichtigt das Gewicht des Piloten (inkl. Bekleidung), Gurtzeug, Gleitschirmkappe, Rettungsgerät, Packsack und sonstige mitgeführten Dinge. Für die Ausrüstung ist je nach Einsatzgebiet mit etwa 5–25 kg zu rechnen.
2018 wurde der erste Gleitschirm veröffentlicht, der unter einem Kilo wog.
Bei maximaler Zuladung eines Gleitschirms wird die höhere Flächenbelastung (kg/m²) in Vorwärtsgeschwindigkeit umgesetzt bei gleichzeitig zunehmender Sinkgeschwindigkeit. Der Gleitschirm zeigt nun ein dynamischeres Flugverhalten, das sich unter anderem in einem besseren Steuerverhalten zeigt. Steuerimpulse werden schneller in Richtungsänderungen umgesetzt. Vor allem in der Disziplin Gleitschirmakrobatik ist diese Eigenschaft erwünscht, so dass diese Piloten vielfach am oberen Ende des Gewichtsbereichs oder gar über dem Gewichtslimit fliegen.
Beim Minimalgewicht folgt daraus eine kleine Flächenbelastung des Schirms. Der Gleitschirm hat zwar eine geringere Sinkgeschwindigkeit, aber auch eine geringere Vorwärtsgeschwindigkeit und zeigt eher eine instabile Flugbahn, die oft mittels Steuerimpulsen stabilisiert werden muss.

## Musterprüfung und Klassifizierung
Gleitschirme müssen in Deutschland und Österreich mustergeprüft sein, ihre Lufttüchtigkeit muss von zuständiger Stelle nachgewiesen worden sein. In der Schweiz ist das nur für Gleitschirme, die während der Ausbildung und an Prüfungen verwendet werden, nötig. In vielen anderen Ländern besteht diese Verpflichtung nicht.

### Musterprüfung
Gleitschirme gehören in Deutschland üblicherweise zu den nichtzulassungspflichtigen Luftsportgeräten nach § 11 LuftGerPV, für die statt der Zulassung eine Musterprüfung durch eine zuständige Stelle erfolgt. Für (nur) musterprüfungspflichtige Luftsportgeräte nach § 2 Abs. 2 LuftGerPV ist für die Lufttüchtigkeitsprüfung der Hersteller zuständig. Der jeweilige Halter des Luftsportgeräts hat gemäß § 14 Abs. 5 LuftGerPV Mängel unverzüglich zu melden. Nach § 2 Nr. 1 LFBAG trifft das Luftfahrt-Bundesamt die Aufgabe zur Prüfung und Überwachung der Prüfungen zur Feststellung der Verkehrssicherheit (Lufttüchtigkeit) des Luftfahrtgerätes nach der Prüfordnung für Luftfahrtgerät. Kommt der Hersteller seiner Aufgabe gem. § 2 Abs. 2 LuftGerPV nicht ordnungsgemäß nach, ist deshalb das Luftfahrt-Bundesamt für Lufttüchtigkeitsanweisung nach § 14 LuftBO zuständig. Der Hersteller führt vor Auslieferung des Luftsportgerätes eine Stückprüfung aus. In dieser wird vom Hersteller bestätigt, dass das ausgelieferte Muster dem geprüften Muster entspricht.
Im Rahmen der Musterprüfung werden Gleitschirme verschiedenen Belastungstests ausgesetzt. Weiter werden die Schirme in Klassen eingeteilt, die unterschiedliche Ansprüche an das Pilotenkönnen stellen. Dabei werden von speziell ausgebildeten Testpiloten verschiedene vordefinierte Flugsituationen forciert und die Reaktion des Schirmes darauf geprüft. Diese Klassifizierung der Fluggeräte ist zwar nur in wenigen Ländern Pflicht, hat sich aber als Geräteeinstufung in vielen Ländern durchgesetzt.
Ähnlich wie Automobile müssen in einigen Ländern (z. B. Deutschland und Österreich) Gleitschirme in regelmäßigen Abständen überprüft werden. Das Nachprüfintervall beträgt üblicherweise zwei Jahre und wird vom Hersteller individuell festgelegt. Hierbei wird das Fluggerät auf Beschädigungen, erforderliche Luftundurchlässigkeit des Tuchs sowie Länge und Festigkeit der Leinen überprüft. Auch Gurtzeuge und Rettungsgeräte unterliegen dieser Nachprüfpflicht.
In Deutschland ist nach den vom Hersteller vorgegebenen Anweisungen durch den Halter oder in dessen Auftrag die Lufttüchtigkeit nachzuprüfen oder nachprüfen zu lassen. Der Halter ist für die rechtzeitige und vollständige Durchführung der Prüfungen verantwortlich (§ 14 LuftGerPV).
In der Schweiz ist ein solcher Test nicht vorgeschrieben und es liegt alleine in der Verantwortung des Piloten, sein Fluggerät in Stand zu halten. Auch das Mitführen eines Notschirms und das Tragen eines Helms ist dort nicht vorgeschrieben.

### Klassifizierung nach Lufttüchtigkeitsforderungen (LTF)/EN-Standard 926-2

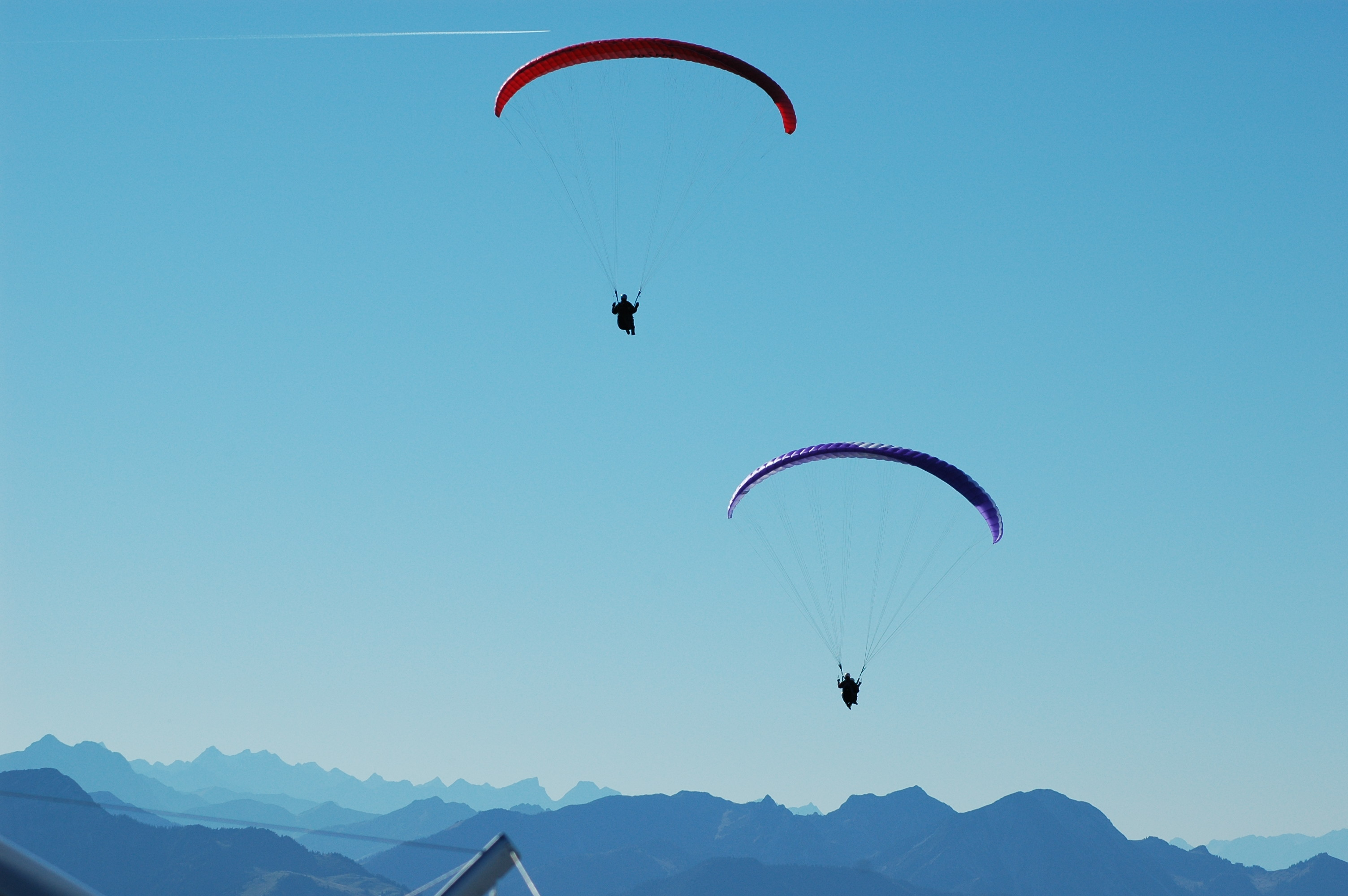
Gleitschirme vor Alpenkulisse

Zur Klassifizierung von Gleitschirmen fliegen Testpiloten zahlreiche Flugmanöver vergeben Bewertungen – von A (einfach) bis D (anspruchsvoll). Dies erfolgt jeweils im beschleunigten und unbeschleunigten Flugzustand sowie mit minimaler und maximaler Anhängelast des Schirms. Die jeweils höchste Note bestimmt die Gesamtklassifizierung. Für den Schulungsbetrieb in Deutschland und Österreich sind seit 2015 lediglich Schirme der Kategorie A zulässig.
Die neuen Klassen, die im Jahre 2010 eingeführt wurden, entsprechen der europäischen Norm EN 926-2E.
- EN/LTF A: Gleitsegel mit einem Maximum an passiver Sicherheit und einem extrem verzeihenden Flugverhalten. Gute Widerstandsfähigkeit gegen abnormale Flugzustände. Geeignet für Piloten aller Ausbildungsstufen.

- EN/LTF B: Gleitsegel mit guter passiver Sicherheit und verzeihendem Flugverhalten. Einigermaßen widerstandsfähig gegen abnormale Flugzustände. Geeignet für Piloten aller Ausbildungsstufen. In der Praxis ist diese Klasse in „Low B“ und „High B“ unterteilt. Während Schirme am unteren Ende dieser Klasse durchaus als erstes Gerät nach der Ausbildung taugen, reizen „High B“ die Begrenzungen dieser Klasse aus und erkaufen sich die höhere Leistung mit einem Extremflugverhalten, das von dem der C-Klasse nur noch unwesentlich abweicht.

- EN/LTF C: Gleitsegel mit mäßiger passiver Sicherheit und mit potenziell dynamischen Reaktionen auf Turbulenzen und Pilotenfehler. Die Rückkehr in den Normalflug kann präzisen Piloteneingriff erfordern. Für Piloten, die das Ausleiten abnormaler Flugzustände beherrschen, die aktiv und regelmäßig fliegen und die die möglichen Konsequenzen des Fliegens mit einem Gleitsegel mit reduzierter passiver Sicherheit verstehen.

- EN/LTF D: Gleitsegel mit anspruchsvollem Flugverhalten und potenziell heftigen Reaktionen auf Turbulenzen und Pilotenfehler. Die Rückkehr in den Normalflug erfordert präzisen Piloteneingriff. Für Piloten, die über viel Übung im Ausleiten abnormaler Flugzustände verfügen, die sehr aktiv fliegen, die signifikante Erfahrungen in turbulenten Bedingungen gesammelt haben und die die möglichen Konsequenzen des Fliegens mit einem solchen Gleitsegel akzeptieren.

Die Lufttüchtigkeitsforderungen vor 2010 verlieren immer mehr an Relevanz, da die meisten nach diesem Standard geprüften Geräte bereits ihr Lebensende erreicht haben und entsprechend ausgemustert wurden. Zum Vergleich:
- LTF 1: Für Anfänger geeignete Schirme, Gleitschirme mit einfachem, weitgehend fehlerverzeihendem Flugverhalten.
- LTF 1–2: Gleitschirme mit gutmütigem Flugverhalten. Die meisten Gleitschirme werden von den Herstellern für diese Klasse konzipiert. Wobei diese größte Klasse zweigeteilt ist in Schulungstaugliche und die eher sportlichen.
- LTF 2: Gleitschirme mit anspruchsvollem Flugverhalten und dynamischen Reaktionen auf Störungen und Pilotenfehler.
- LTF 2–3: Gleitschirme mit sehr anspruchsvollem Flugverhalten und heftigen Reaktionen auf Störungen und geringem Spielraum für Pilotenfehler, setzt längere Erfahrung und regelmäßige Flugpraxis voraus.
- LTF 3: Gleitschirme mit sehr anspruchsvollem Flugverhalten und sehr heftigen Reaktionen auf Störungen und geringem Spielraum für Pilotenfehler. Für Piloten mit überdurchschnittlich hohem Pilotenkönnen.

Bis zum Jahr 2009 war für die Lufttüchtigkeitsforderungen LTF umgangssprachlich die Kategoriebezeichnung „DHV“ üblich, da es nur eine gleichnamige Prüfstelle für den deutschsprachigen Raum gab. Ab 2008 kam zunächst die Prüfstelle der deutschen EAPR GmbH und ab 2011 der Schweizer Firma Air Turquoise hinzu.
Geräte der oberen Klassen (EN/LTF C bis D, vormals LTF 2–3, 3) sind nur besonders routinierten Piloten zu empfehlen. Wettkampfschirme fliegen in der außerhalb dieses Systems stehenden CCC-Klasse (CIVL Competition Class), die bei den Testmanövern von angemessenem Pilotenkönnen ausgeht.
Die Klassifizierung richtet sich ausschließlich nach der Flugsicherheit (genau genommen auf die Reaktion des Gleitschirms auf eine Störung) und nicht nach Leistungsmerkmalen. Sogenannte Einsteigerschirme erfordern bei Störungen (bis zu einer gewissen Stärke der Störung) keine Reaktion des Piloten, während bei Gleitschirmen höherer Klasse der Pilot eine solche selbst beheben muss. Je höher die Klasse umso schneller und genauer muss der Pilot dabei reagieren. Höher eingestufte Gleitschirme verfügen in der Regel über bessere Leistungsmerkmale, wie mehr Agilität, besseres Gleiten und höhere Maximalgeschwindigkeit.

### Klassifizierung nach AFNOR – CEN
Ein alternatives Prüfungsverfahren für Gleitschirme ist die Prüfung nach AFNOR (Association française de Normalisation). Hier werden Gleitschirme unterteilt in die Klassen Standard, Performance und Competition. Diese Zertifizierung ist ähnlich der oben beschriebenen nach EN/LTF. Sie ist vor allem in der französisch- und englischsprachigen Fliegerwelt verbreitet.
Die AFNOR-Prüfung sollte im Laufe des Jahres 2006 durch die europäische CEN-Norm ersetzt werden. Verantwortliche Ausbildungsleiter von registrierten Flugschulen nach § 33 LuftVZO in Deutschland akzeptieren gelegentlich keine Musterprüfungen von nicht akkreditierten Musterprüfstellen, wenn nicht in jedem Fall eine Herstellererklärung über die Lufttüchtigkeit vorliegt. Das Fliegen einer offenen Klasse wäre sonst auch zu keinem Zeitpunkt in Deutschland legal möglich.

## Leistung

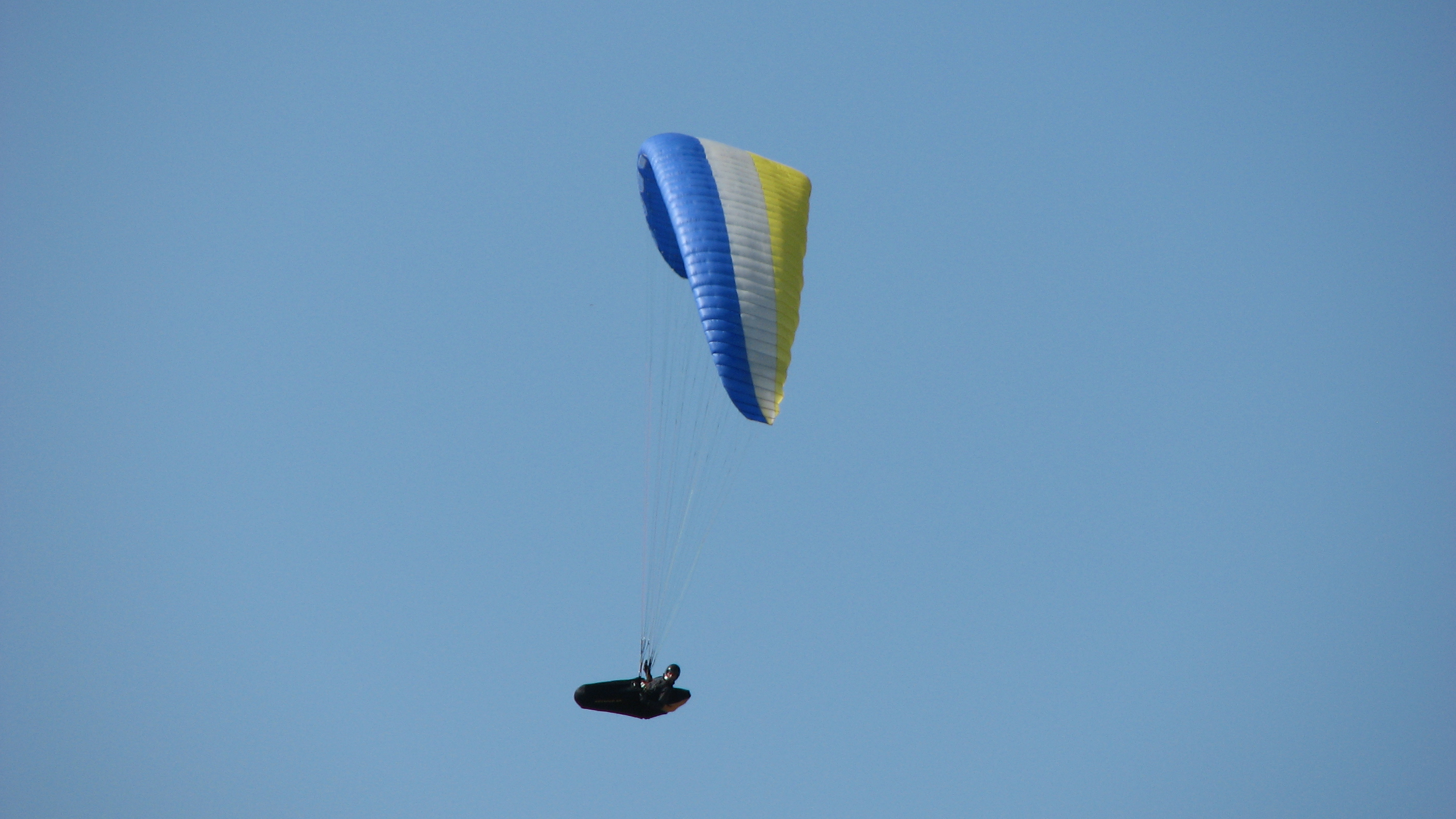
Gleitschirm mit Liegegurtzeug im Flug

### Geschwindigkeit
Ein moderner Gleitschirm hat einen Geschwindigkeitsbereich von ca. 22 bis 55 km/h, wobei die Trimmgeschwindigkeit, also die Geschwindigkeit bei offener Bremse und meist auch bestem Gleiten, zwischen 32 und 40 km/h liegt. Durch gleichzeitiges Ziehen beider Steuerleinen wird das Segel an der Hinterkante nach unten gewölbt. Hierdurch lässt sich die Fluggeschwindigkeit auf etwa 22 bis 25 km/h vermindern. Die geringste Sinkrate haben Gleitschirme etwa bei 25 bis 35 km/h. Durch Treten des Fußbeschleunigers wird der Anstellwinkel des Gleitschirms verkleinert; dadurch kann der Gleitschirm um bis zu 20 km/h beschleunigt werden. Wettkampfschirme fliegen im beschleunigten Zustand sogar bis zu 75 km/h.
Diese Geschwindigkeiten beziehen sich auf die umgebende Luft, die TAS (true air speed). Die Geschwindigkeit über Grund, die GS (ground speed), ist von den Luftbewegungen wie Gegenwind oder Rückenwind abhängig.

### Gleitleistung
Die Gleitleistung moderner Gleitsegel der Serienklasse liegt bei etwa 9,5. Das heißt, ein Meter Höhe wird in 9,5 Meter horizontale Strecke umgesetzt. Wettkampfschirme erreichen Gleitzahlen von 12, liegen damit aber hinter Hängegleitern. Starrflügler erreichen bis zu 20 und Segelflugzeuge bis zu 70. Die minimale Sinkgeschwindigkeit liegt bei 1 m/s; im Trimmflug ist diese um ca. 0,3 m/s höher. Die Gesamtlänge aller Leinen spielt eine Rolle für den Luftwiderstand. Gurtzeug und der Pilot selbst können durch ihr Volumen und ihre Haltung gegenüber dem Luftstrom die Gleitleistung beeinflussen.

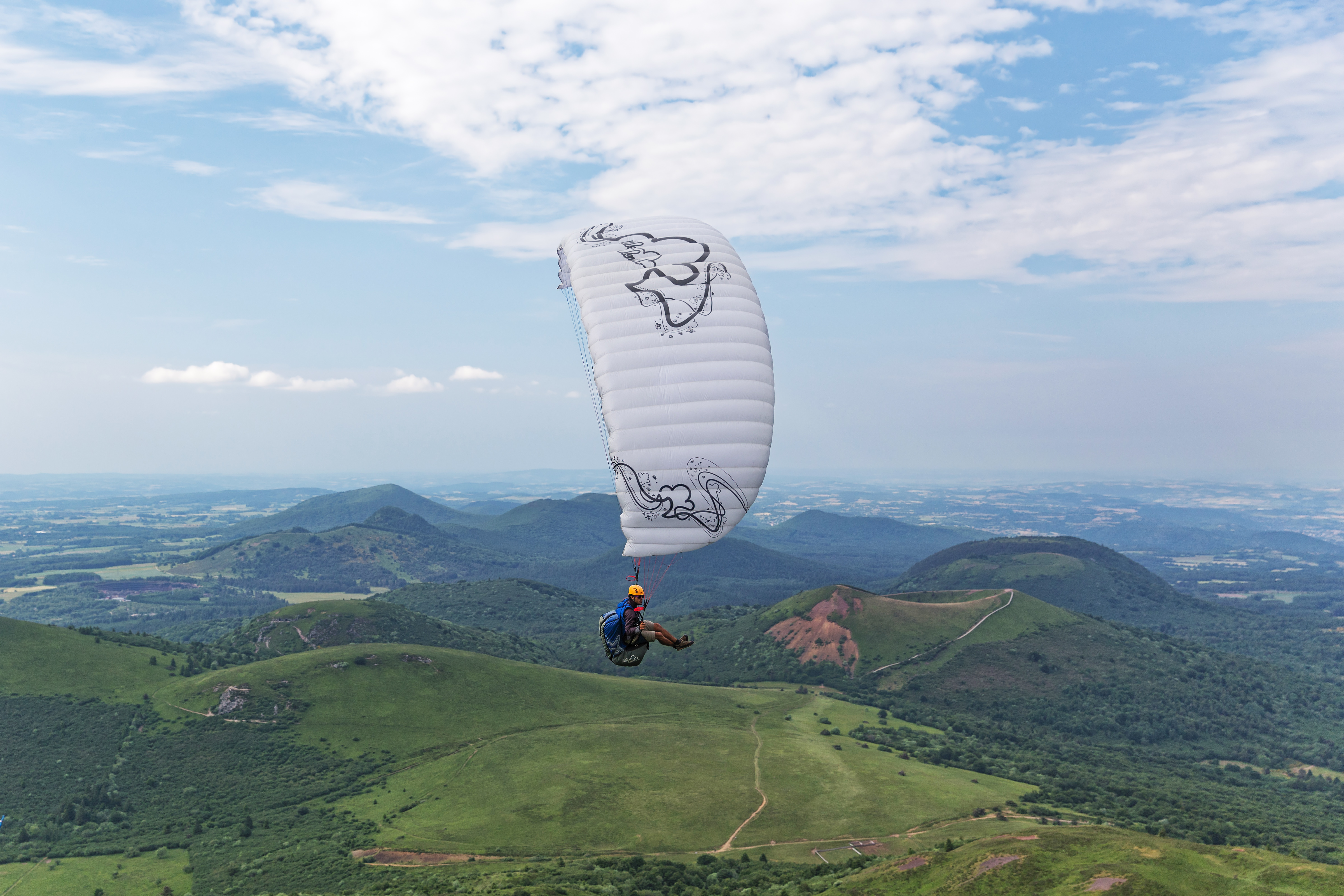
Gleitschirm

Die Gleitleistung ist beim Fliegen in der Thermik unbedeutend: in steigender Luft ist es unwesentlich, ob man nach neun oder elf Kreisen 500 Meter Höhe gewonnen hat. Für Tal-Querungen mit Gegenwind oder Streckenflüge mit Auf- und Abwind spielt es hingegen eine Rolle, ob man nach zwei Kilometern Flug hundert Meter Höhe mehr verloren hat oder den Anschluss an die nächste Thermik noch erreicht.

### Distanzen
Flüge von über 100 km sind unter Ausnutzung von Thermik nicht ungewöhnlich. Der Weltrekord in freier Strecke beträgt 609,9 km (siehe Streckenfliegen, Gleitschirm-Rekorde).

## Sicherheit & Risiken

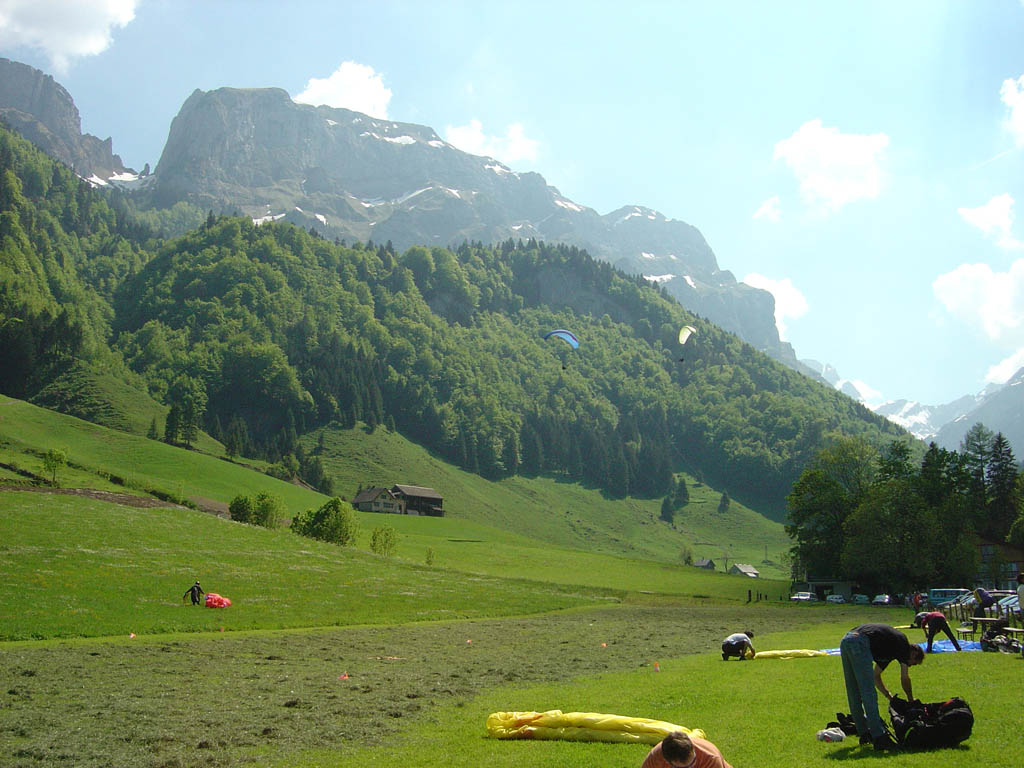
Gleitschirmlandeplatz in den Alpen (Wasserauen, Schweiz)

In einigen Ländern wie Deutschland, Österreich und der Schweiz ist es grundsätzlich vom Gesetzgeber vorgeschrieben, vor dem selbstständigen Fliegen eine Schulung zu absolvieren. In anderen Ländern wie beispielsweise Frankreich besteht für das Gleitschirmfliegen keine Scheinpflicht. Der Gleitschirmsport wird in der Regel nicht als Risikosportart eingestuft. Um Gefahrensituationen entgegenzutreten, ist es wichtig, sich über die Wettersituation und die Eigenheiten des Fluggeländes zu informieren. Je nach Wetterlage sind bestimmte Fluggebiete vorzuziehen oder sogar zu meiden. Ebenso gibt es Regeln während des Fluges zu beachten (zum Beispiel Vorflugregeln oder das Verhalten in der Thermik), außerdem sind bestimmte Abläufe aus Sicherheitsgründen vorgegeben (zum Beispiel der 5-Punkte-Check).

### Wind
Bei Windgeschwindigkeiten ab ca. 30 km/h kommt man an die Eigengeschwindigkeit normaler Gleitschirme (unbeschleunigt). Ein Zunehmen des Windes hat einen Rückwärtsflug (relativ zum Erdboden) zur Folge.
Wenn Wind frontal auf einen Hang trifft, wird die Luftströmung in der Regel nach oben abgelenkt. Dieser sogenannte dynamische Aufwind kann zum Höhengewinn genutzt werden. Kräftiger Wind kann insbesondere in Bodennähe starke Turbulenzen mit sich bringen, weshalb ein Mindestabstand zum Geländerelief empfohlen wird. Im Lee von Hügeln, Anhöhen oder anderen Hindernissen können sich Rotoren bilden, die zu Turbulenzen und starkem Höhenverlust führen können. Diese Bereiche sind beim Gleitschirmfliegen zu meiden.

## Kosten
Neue Gleitschirme kosten zwischen 2500 und 4000 Euro, zusammen mit dem Rest einer Ausrüstung ist mit circa 3500 bis 5500 Euro zu rechnen. Gebrauchte noch lufttüchtige Gleitschirme werden je nach Alter und Zustand ab etwa 500 Euro gehandelt.

## Regelmäßige Wartung
In Deutschland und Österreich müssen Gleitschirme alle zwei Jahre nach strikten Vorgaben durch den Hersteller oder eine autorisierte Prüfungsstelle geprüft werden. Dabei werden die Leinenlängen, die Luftdurchlässigkeit des Tuchs, alle Nähte etc. auf Verschleiß oder Alterung geprüft.
In anderen Ländern (CH/FR) ist die Prüfung freiwillig. Eine Korrelation zwischen Prüfungspflicht und Unfallzahlen ist nicht veröffentlicht.
Gleitschirme werden aus leichten Stoffen genäht, ihnen fehlt somit die Widerstandsfähigkeit unflexibler Fluggeräte. Schäden durch Berührungen mit der Vegetation (zum Beispiel einem dornigen Zweig) oder durch einen Stacheldrahtzaun sind leicht möglich.
Üblicherweise werden kleinere Risse nach Herstelleranleitung mit Ripstop-Aufklebern repariert. Beschädigte oder gerissene Leinen müssen ersetzt werden. Die millimetergenaue Leinenlänge beeinflusst die Trimmung und damit die Flugsicherheit.